# Straža pri Dolu
Straža pri Dolu este o localitate din comuna Vojnik, Slovenia, cu o populație de 22 de locuitori.